# Route nationale 490
Pour les articles homonymes, voir Route 490.
La route nationale 490, ou RN 490, est une ancienne route nationale française reliant Lapalisse à Chambilly, près de Marcigny, où elle rejoint la RN 489.
À la suite de la réforme de 1972, elle a été déclassée en RD 990 en Saône-et-Loire et dans l'Allier en RD 490 dans la Loire.

## Ancien tracé

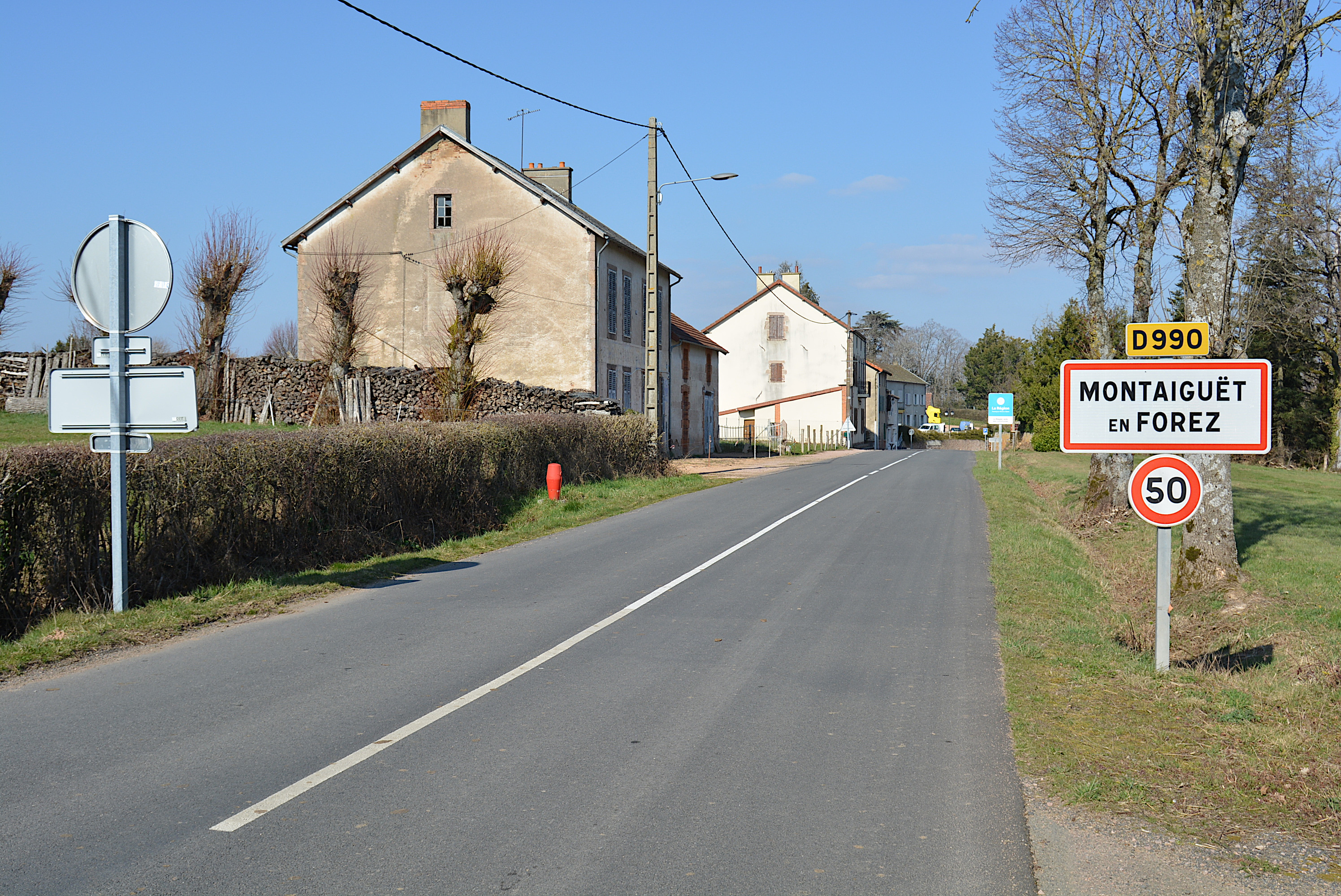
Entrée de l'ancienne route nationale à Montaiguët-en-Forez.

- Lapalisse (La RD 990 commence désormais au niveau de la voie express RN 7, l’ancienne RD devient RD 990a)
- Village Henry, commune de Saint-Prix (RD 990a)
- Planfait, commune d’Andelaroche
- Montaiguët-en-Forez
- Urbise
- Chambilly